# Wollongong
Wollongong je australské město, třetí největší sídlo státu Nový Jižní Wales. Leží 80 km jižně od Sydney. Wollongong je průmyslovým městem s venkovskou atmosférou. Nachází se v něm obrovský buddhistický chrám Nan Tien.